# Ignalina (gemeente)
Ignalina is een van de 60 Litouwse gemeenten, in het district Utena.
De hoofdplaats is de gelijknamige stad Ignalina. De gemeente telt ongeveer 20.600 inwoners op een oppervlakte van 1447 km².

## Plaatsen in de gemeente
Plaatsen met inwonertal (2001):
- Ignalina – 6591
- Didžiasalis – 1744
- Vidiškės – 1084
- Dūkštas – 1070
- Kazitiškis – 383
- Strigailiškis – 334
- Naujasis Daugėliškis – 313
- Kaniūkai – 307
- Mielagėnai – 286
- Rimšė – 274